# Рудијано
Рудијано је насеље у Италији у округу Бреша, региону Ломбардија.
Према процени из 2011. у насељу је живело 5445 становника. Насеље се налази на надморској висини од 115 м.

## Становништво
Према резултатима пописа становништва 2011. у општини је живело 5.699 становника.
| 1951. | 1961. | 1971. | 1981. | 1991. | 2001. | 2011. |
| ----- | ----- | ----- | ----- | ----- | ----- | ----- |
| 2.836 | 2.795 | 3.049 | 3.993 | 4.312 | 4.610 | 5.699 |